# Tipula maritima
Tipula maritima är en tvåvingeart som beskrevs av Alexander 1930. Tipula maritima ingår i släktet Tipula och familjen storharkrankar. Inga underarter finns listade i Catalogue of Life.